# Ненсі Вілсон
Ненсі Ламуро Вілсон (16 березня 1954 , Сан-Франциско, Каліфорнія ) — американська співачка, гітаристка, авторка пісень та продюсерка, яка разом зі своєю старшою сестрою Енн виступала в рок-гурті «Heart» у ролі гітаристки та бек-вокалістки.
Виросла в передмісті Сіетла, Беллв'ю (штат Вашингтон, США). Музикою почала займатися ще в підлітковому віці. Під час навчання в коледжі приєдналася до своєї сестри, яка трохи раніше стала співачкою «Heart». В альбомах Dreamboat Annie (1975) та Little Queen (1977) стали відомими такі пісні, як «Magic Man», «Crazy on You» та «Barracuda». Було продано понад 35 мільйонів примірників альбомів в усьому світі, які входили до десятки найкращих альбомів у рейтингу Білборд 200 у 1970-х, 1980-х, 1990-х і 2010-х роках.. Гурт також мав комерційний успіх з восьмим, дев'ятим і десятим студійними альбомами Heart, Bad Animals і Brigade, які вийшли в 1985, 1987 і 1990 роках, відповідно.
Вілсон хвалили за гру на гітарі, що відзначалася поєднанням елементів стилю фламенко та класичної гітари з хард-роком. У 2016 році Gibson назвав Вілсон восьмою найкращою жінкою-гітаристкою всіх часів. Завдяки її сольному вокалу, пісня «These Dreams» стала першим синглом «Heart», який посів перше місце в реутингу Billboard Hot 100. 2013 року Ненсі Вілсон була включена до Зали слави рок-н-ролу як учасниця «Heart».

## Раннє життя
Ненсі Ламуро Вілсон народилася 16 березня 1954 року в Сан-Франциско, штат Каліфорнія, третьою і наймолодшою дитиною Джона Вілсона (пом. 2000) та Лоїс Мері Вілсон (уроджена Дастін; пом. 2006). У неї є дві старші сестри, Лінн та Енн. Обидва батьки Вілсон були вихідцями з Орегону — її батько з Корвалліса, а мати з Орегон-Сіті. Її друге ім'я походить від прізвища бабусі Беатріс Ламуро. Вілсони мають французьке та шотландське походження. Ненсі виросла в Південній Каліфорнії та на Тайвані до того, як батько офіцер Корпусу морської піхоти США пішов з військової служби та оселився з родиною в передмісті Сіетла, Беллв'ю, штат Вашингтон, коли Ненсі Вілсон виповнилося шість років.  Сім'я жила в будинку в районі Лейк-Гіллз.
9 лютого 1964 року Вілсон та її сестра Енн побачили виступ The Beatles на шоу Еда Саллівана. Цей момент кожна з них згадувала як надзвичайно глибокий вплив: «Блискавка вилетіла з небес і вразила Енн і мене вперше, коли ми побачили „The Beatles“ на шоу Еда Саллівана… Від „The Beatles“ було так багато очікувань і галасу, що це була величезна подія, як висадка на Місяць; це був момент, коли ми з Енн почули заклик стати рок-музикантами. Мені на той час було сім чи вісім (sic)…. Відразу ж ми почали влаштовувати шоу гри на гітарі у вітальні, підробляючи англійські акценти та вивчати всі наявні аматорські фензини про цей гурт». 25 серпня 1966 року «The Beatles» виступили в Кі-арені із шоу, яке відвідали Ненсі, її сестра Енн та товариші по групі. Її створення стало ще однією подією, яку обидві сестри згадували як найважливішу в їх молодому віці.
Хоча Енн Вілсон відвідувала середню школу Sammamish у Беллв'ю, де її батько працював учителем англійської мови, Ненсі відвідувала середню школу Інтерлейк. Після закінчення середньої школи в 1972 році і до того, як приєднатися до гурту «Heart», Вілсон навчалася в Тихоокеанському університеті в Форест-Гроув, штат Орегон, протягом одного року вивчаючи мистецтво та німецьку мову, а потім перейшла до Портлендського державного університету в Портленді у штаті Орегон. Наприкінці 1973 року Вілсон повернулася до Сіетла, перейшовши до Вашингтонського університету.

## Кар'єра

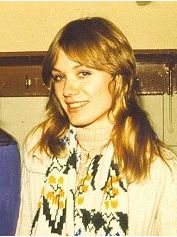
Ненсі Вілсон на початку 1970-х років

### Ранні починання
Двоє друзів сестер Вілсон приєдналися до них, щоб створити перший музичний гурт Вілсонів, «The Viewpoints». Це — чотириголосний вокальний колектив. Пізніше того ж року Енн придбала свою першу гітару, акустичну «Kent», на гроші, які їй подарувала бабуся. Незабаром батьки Вілсона купили Ненсі гітару меншого розміру, але оскільки вона погано звучала, Ненсі почала грати на гітарі «Ann's Kent». Першим публічним виступом «The Viewpoints» став фольклорний фестиваль на острові Вашон у 1967 році. За словами Вілсон, «Нам не платили, але оскільки люди сиділи на складних стільцях, ми вважали це професійним концертом». Гурт грав у таких місцях, як заїзди, автошоу та церковні свята.
Публічний дебют дуету сестер Вілсон відбувся на День матері в їхній церкві. Пізніше на церковному заході до Дня молоді дует виконав пісні «The Great Mandala (The Wheel of Life)» американського фолктріо Peter, Paul and Mary, «Crying in the Chapel» Елвіса Преслі та каліфорнійського рок-гурту «The Doors» «When the Music's Over». Антивоєнні настрої та неповага до місця події в деяких піснях образили багатьох людей. Поки вони закінчили свій виступ, більшість глядачів вийшли з церкви. Вілсон відчувала деяку провину через цей випадок, але на концерті «…ми вперше побачили, що те, що ми робимо на сцені, може вплинути на публіку».
Ще навчаючись у старших класах середньої школи, Енн приєдналася до гурту, барабанщик якого знав автора пісень у стилі кантрі, що шукав акомпануючий гурт для його демо-записів; Вілсон і сестра Енн вперше працювали на студії звукозапису в Сіетлі. Під час запису продюсер дозволив їм записати власну пісню «Through Eyes and Glass». У нього був власний лейбл, і йому настільки сподобалися їхні пісні, що він запропонував випустити 500 копій «за кілька баксів». Перший сингл Ненсі та Енн з'явився на стороні Б кантрі-треку «I'm Gonna Drink My Hurt Away». Його приписують проєкту «Ann Wilson and the Daybreaks», що не було назвою групи, і в ньому не було Ненсі як співавторки. Пізніше сестрам повернули 250 непроданих примірників платівки.

### 1970-ті роки
Під час навчання в коледжі Ненсі Вілсон виступала із сольними акустичними концертами в студентських спілках, виконуючи кавер-версії пісень Джоні Мітчелл та Пола Саймона, а також іноді оригінали.
Сестра Вілсон, Енн, була знайомою гітариста Роджера Фішера та басиста Стіва Фоссена (з місцевого гурту «The Army»), коли вона відповіла на їхнє оголошення про пошук барабанщика та співака. Вона вразила їх своїми вокальними даними. Через годину після зустрічі з ними Енн приєдналася до групи, яка називалася «Hocus Pocus».
Невдовзі група змінила назву на Heart. Погодившись з пропозицією своєї сестри Ненсі приєдналася до гурту та переїхала до Вест-Ванкувера.  Вілсон згадувала, що «дехто з хлопців» у гурті спочатку не погоджувались співпрацювати з нею і періодично наполягали, щоб вона проходила прослуховування. Їй дали завдання опрацювати вступ до пісні «Clap» (з альбому «Yes»). Вона навчилася цьому, і наступного вечора, зігравши його з гуртом у таверні, офіційно стала членом гурту.
Дещо раніше гурт записав демо з «Mushroom Records», і продюсер Майк Флікер згадав про них. Флікер вважав Ненсі «необробленим діамантом», але його зацікавила ідея жінки-рок-гітаристки.
«Mushroom Records» випустили «Magic Man» як сингл до того, як був завершений дебютний альбом «Heart», Dreamboat Annie. Пісня пролунала у Ванкувері та його околицях. «Portrait Records» випустили другий офіційний студійний альбом гурту Little Queen у травні 1977 року. Альбом породив трек «Barracuda», який досяг 11-го місця в чартах «Billboard». Третій офіційний реліз гурту, Magazine, вийшов на лейблі «Mushroom» наступного року і містив вісім треків, деякі з яких були незавершеними; гурт домагався судової заборони, і Magazine був відкликаний після того, як вже було продано 50 000 примірників. Суперечка щодо запису тривала майже два роки.

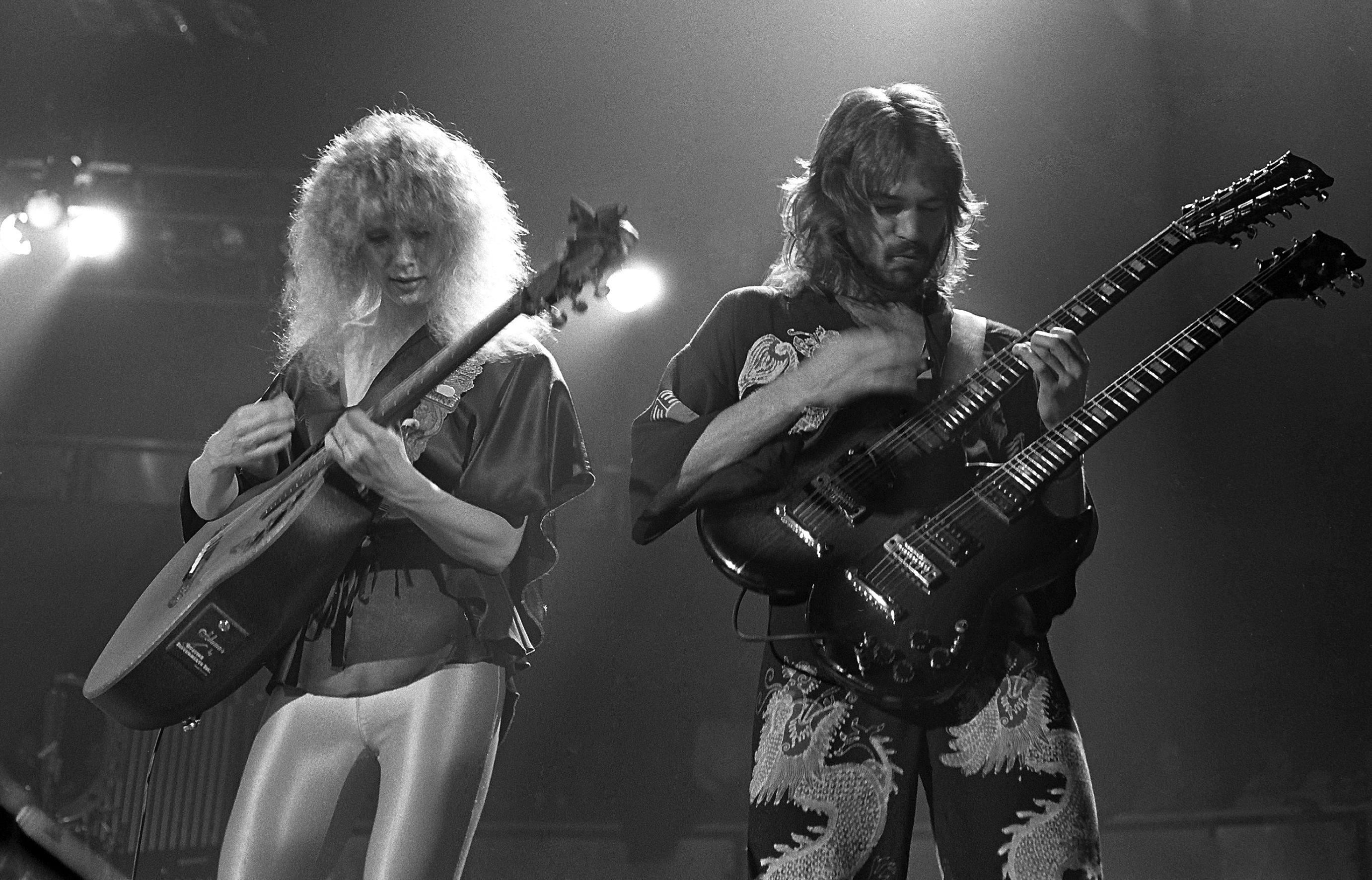
Ненсі Вілсон (ліворуч) та Роджер Фішер на сцені в 1978 році

Ненсі Вілсон та гурт вирушили до Берклі, штат Каліфорнія, де її подруга Сью Енніс навчалася, щоб отримати ступінь доктора філософії в Каліфорнійському університеті в Берклі. Енніс стала співавтором четвертого релізу гурту, Dog & Butterfly, який вони написали разом протягом одного дня. Альбом, що вийшов у жовтні 1978 року, продали мільйонним накладом протягом першого місяця. Більшу частину року він залишався в чартах альбомів і став тричі платиновим. Це був четвертий поспіль альбом гурту, який розійшовся мільйонним накладом поспіль.
Під час свого туру на підтримку Dog & Butterfly Вілсон та Фішер, які на той час були парою, розлучилися. Дізнавшись, що Фішер їй зрадив, Вілсон почала зустрічатися з Майклом Дерозьє. Це призвело до напруги між учасниками гурту, закінчившись тим, що Фішер розбив гітару на сцені та кинув її частину у Вілсон в гримерці. У жовтні 1979 року гурт проголосував за виключення Фішера з колективу; ця зміна дала Вілсон можливість більше грати на гітарі.

### 1980-ті роки
П'ятий альбом «Heart», Bébé le Strange, вийшов на День святого Валентина 1980 року. Шостий альбом гурту Private Audition, вийшов у червні 1982 року, розійшовся накладом 400 000 копій; він досяг 25-го місця в Billboard. Після їхньої серії платинових і золотих альбомів це вважалося провалом. Проте, «Heart» і надалі мав добрі продажі квитків на концерти і посідав восьме місце за прибутковістю турів року. Протягом цього часу напруженість між Ненсі Вілсон і барабанщиком Дерозьє зросла після кількох розривів, і він, і басист Фоссен вирішили залишити гурт. Протягом наступного року їх замінили басист Марк Андес та барабанщик Денні Кармассі.
Невдалий виступ Private Audition призвів до невдалого наступного альбому гурту «Passionworks» у 1983 році. Наркотики стали помітним фактором у творчості гурту в цей час. Вілсон згадувала: «Все, що ми робили в ті роки, було покрито білим блиском порошку. У нашій команді чи гурті було лише кілька людей, які чинили цьому опір. Кокаїном посипали альбоми, відео та наше життя. Кокаїн позбавив нашої музики будь якого гумору. Відеокліпи, які ми зняли, були повністю позбавлені навмисного комізму, але були настільки серйозними, що мали майже комедійне відтінок.» Після випуску Passionworks CBS відмовилася від співпраці з гуртом через слабкі продажі.
Однойменний альбом Heart (1985) став першим альбомом гурту номер один. «What About Love» вийшов як сингл перед альбомом; він став хітом і потрапив у поп-чарти. Альбом залишався в хіт-параді протягом 78 тижнів і згодом став п'ятикратно платиновим. Альбом містив п'ять хітів, включаючи «These Dreams», сингл, яку співала Ненсі Вілсон. Композиція «These Dreams» була передана гурту після того, як Стіві Нікс її відхилив. Хоча вона її не написала, Вілсон сподобалася пісня з самого початку. Їй довелося поборотися, щоб заспівати її, тому що деякі учасники гурту вважали, що це «не схоже на пісню Heart». Під час запису вони отримали листа від Шерон Гесс, 22-річної фанатки, яка вмирала від лейкемії. Одним з її побажань була зустріч з Ненсі та Енн, і вона прибула того самого дня, коли записувався вокал Ненсі для «These Dreams». Шерон сподобалася пісня, і Вілсон присвятила її їй у примітках до альбому. Шерон померла всього через кілька днів після завершення останніх міксів. 22 березня 1986 року «These Dreams» став першим синглом «Heart» номер один у Billboard Hot 100 22 березня 1986 року.
Альбому «Bad Animals» (1987) передував сингл «Alone»; він став другим хітом номер один гурту та другим за популярністю синглом року. Це дало їм те, чого вони не мали з альбомом Heart: сингл номер один перед початком туру або перед виходом альбому. «Ми йшли за успіхом, а не розвивали його», — згадувала Ненсі Вілсон. Тур «Bad Animals» мав розпочатися в травні 1987 року в Європі, і квитки на всі дати були розпродані, включаючи три концерти на «Вемблі Арена». Під час туру в Енн почалися моменти паніки та страху перед сценою. Ненсі довелося б зробити крок вперед і зіграти незаплановане гітарне соло або інші прийоми, щоб виграти час для Енн, яка в цей час мала зібратися. Робота над наступним альбомом «Brigade» почалася в 1989 році.

### 1990-ті роки

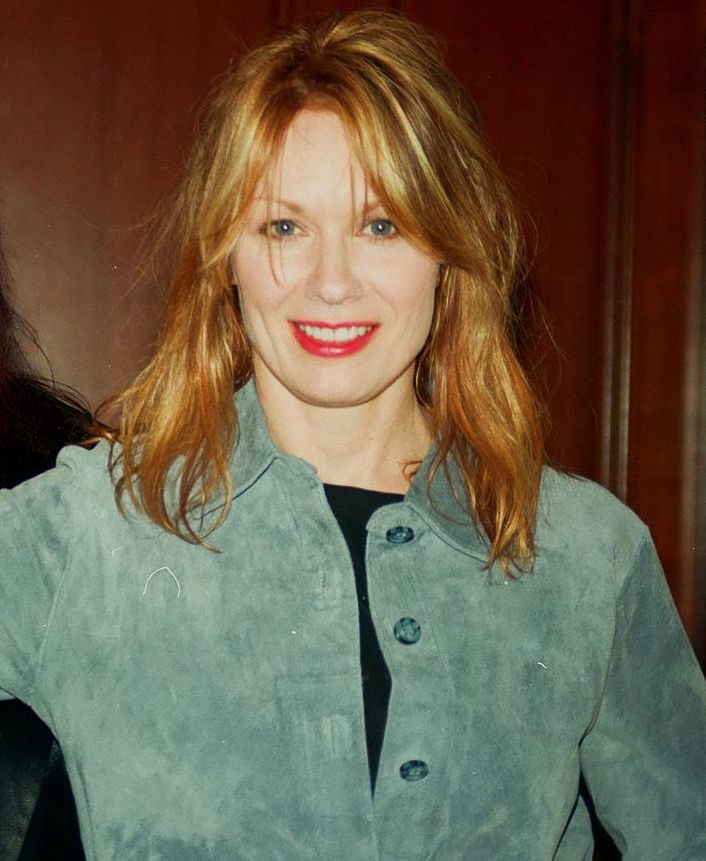
Ненсі Вілсон у 1998 році

Приблизно в 1990 році до Ненсі Вілсон та її сестри Енн звернулися з проханням виступити на акції Червоного Хреста перед військовими під час війни в Перській затоці. Промоутер хотів, щоб гради всі учасники гурту «Heart», але вони відпочивали після туру «Brigade». Ненсі та Енн умовили Сью Енніс приєднатися та одноразово зіграти на цьому заході разом із іншим другом, Френком Коксом. Назва гурту Lovemongers з'явилася як протидія агресивним настроям довкола війни в Перській затоці. Оскільки гурту бракувало барабанщика, Енніс запрограмувала ритмічний трек у свою клавіатуру, і вони винесли на сцену картонне зображення Рінго Старра як жарт. Гурт відіграв вечірку для фільму Одинаки (1992), знятий чоловіком Ненсі, Кемероном Кроу — з місцевим гуртом з Сіетла під назвою «Mookie Blaylock» (пізніше гурт перейменували на Pearl Jam). Наприкінці 1992 року вийшов мініальбом із чотирьох пісень, який включав версію пісні «Led Zeppelin» «The Battle of Evermore» записану в чистому живому виконанні та оновлену версію стандарту «Heart» «Crazy On You». Кавер на «The Battle of Evermore» також з'явився в оригінальному саундтреку до фільму «Одинаки» 1992 року.
У жовтні 1991 року «Heart» випустив альбом Rock the House Live!, який містить хроніку пісень, що виконувалися під час туру Brigade у 1990 році. На той час грандж міцно захопив музику, і в поєднанні з відсутністю великих хітів альбом досяг лише 107-го місця в чартах Billboard. 
Альбом «Desire Walks On» вийшов в листопаді 1993 року та досяг 48-го місця в рейтингу Білборда. Це було далеко не провал — він отримав золотий сертифікат у серпні 1995 року — але також далекий від мультиплатинового статусу, який мала їхня серія альбомів 1980-х років.
Оскільки шоу сестер Вілсон «Lovemongers» отримали багато позитивних відгуків, вони вирішили записати альбом «unplugged». Для цього залучили багатьох знаменитостей для запису The Road Home. Продюсером виступив Джон Пол Джонс з Led Zeppelin; Лейн Стейлі з «Alice in Chains» та Кріс Корнелл з «Soundgarden» дуетом також брали участь у записах. Альбом досяг лише 87-го місця в американському Billboard 200, і гурт був виключений Capitol.
У 1995 році Ненсі Вілсон запропонувала учасникам «Heart» зробити творчу перерву. Вілсон пояснила, що хотіла б приділяти роботі з чоловіком Кемероном Кроу над музикою до фільмів і створити сім'ю. На той час Ненсі виповнився 41 рік, і вона проходила курс лікування від безпліддя, який було важко спланувати під час рок-туру та виступів.
Вілсон зіграла «Красуню в машині» у фільмі Кроу «Веселі часи у школі Ріджмонт» (англ. Fast Times at Ridgemont High), а потім мала невелику роль зі словами в «Дикому житті». Вона виконала кілька записів на гітарі та оригінальну пісню «All For Love» для фільму Кроу Скажи хоч щось 1989 року. Вілсон стала більше брати участь у новому фільмі Кроу Джеррі Магуайер, і вирішила, що вона напише музику до нього.
Під час перерви з «Heart», Ненсі час від часу виступала на сцені. Зокрема, у проєкті «Lovemongers», хоча зазначила, що її лікування від безпліддя ускладнювало виступи. У 1996 році Вілсон виступила зі своїм першим за 30 років сольним акустичним шоу. Келлі Кертіс організувала випуск цього шоу у вигляді альбому «Live from McCabe's Guitar Shop» у 1999 році. Музика в альбомі є сумішшю пісень «Heart», каверів (включаючи пісні Пітера Ґебріела, Джоні Мітчелла й Пола Саймона) та оригінального нового матеріалу. У листопаді 1997 року Ненсі та Енн вирушили в тур із 12 концертів, який вони назвали туром «Don't Blink» (жартуючи, що «якщо ти моргнув, ти це пропустив», подорожуючи фургоном.)
«The Lovemongers» випустили повноцінний альбом під назвою «Whirlygig» у 1997 році та збірку переважно авторських різдвяних пісень під назвою «Here is Christmas» у 1998 році. Here is Christmas перевидали як альбом «Heart» під назвою «Heart Presents a Lovemongers' Christmas» у 2001 році
Для фільму Кроу 2000 року «Майже знамениті» Вілсон написала тему та спродюсувала дві оригінальні пісні: «Fever Dog» та «Lucky Trumble». Вона також допомагала як технічний консультант, навчаючи акторів, як виглядати та поводитися музиканту на сцені. Вілсон була номінована на премію «Sierra Award» у номінації «За найкращу музику» та премію PFCS «За найкращу оригінальну музику», а також на премію Ентоні Асквіта за музику для фільмів.

### 2000-ті роки
У 2002 році гурт «Heart» вирушив у «сімейний» тур. До музикантів, технічного персоналу додалося четверо дітей та їхні няні. Це був восьмитижневий тур, який завершив 10-річну перерву у гастролях Вілсон. Тур «Summer of Love» завершився в Сіетлі, і цей матеріал, що виконували під час виступу, вийшов як DVD «Alive in Seattle». Цей диск отримав золотий статус без відповідного альбому.
Вілсон написала музику до фільмів «Ванільне небо» (2001) та «Елізабеттаун» (2005). Вона була номінована на премію «Сатурн» за найкращу музику за свою роботу у «Ванільному небі», а також на премію «Вибір критиків» як найкращий композитор за «Елізабеттаун».
Сестри вирішили записати новий студійний альбом гурту «Heart» «Jupiters Darling», перший з 1993 року. Ненсі Вілсон була співпродюсером разом з гітаристом Крейгом Бартоком, який щойно приєднався до гурту. Вони написали всі пісні для альбому, крім однієї. Щоб покращити гітарні партії, Вілсон запросила друзів Джеррі Кантрелла з «Alice in Chains» та Майка МакКріді з «Pearl Jam». Альбом, що вийшов на лейблі «Sovereign Records», увійшов до чарту Billboard Hot 100, але був проданий накладом лише 100 000 копій.
У 2009 році Вілсон випустила «Baby Guitars», сольний альбом для дітей, який складається з інструментальних колискових пісень, написаних і записаних разом із Крейгом Бартоком. Того ж року, після завершення туру з Journey та Cheap Trick, Вілсон почала записувати 14-й студійний альбом гурту «Heart» «Red Velvet Car» разом з Енн. Альбом вийшов у 2010 році і містив два сингли Ненсі: «Hey You», який увійшов до топ-40 у хіт-параді Hot Adult Contemporary та «Sunflower», який Ненсі написала до 60-річчя Енн. Альбом посів 10-е місце в чарті Billboard 200 і третє в чарті «Rock Albums». Оскільки Ненсі тепер 56 років, а Енн збирається стати бабусею, сестрам вдалося досягти того, щоб альбоми потрапили до топ-10 чартів протягом чотирьох різних десятиліть. Наступний тур гурту був розпроданий і потрапив у чарти Billboard відразу після Леді Гаги та Ріанни. 

### 2010-ті роки

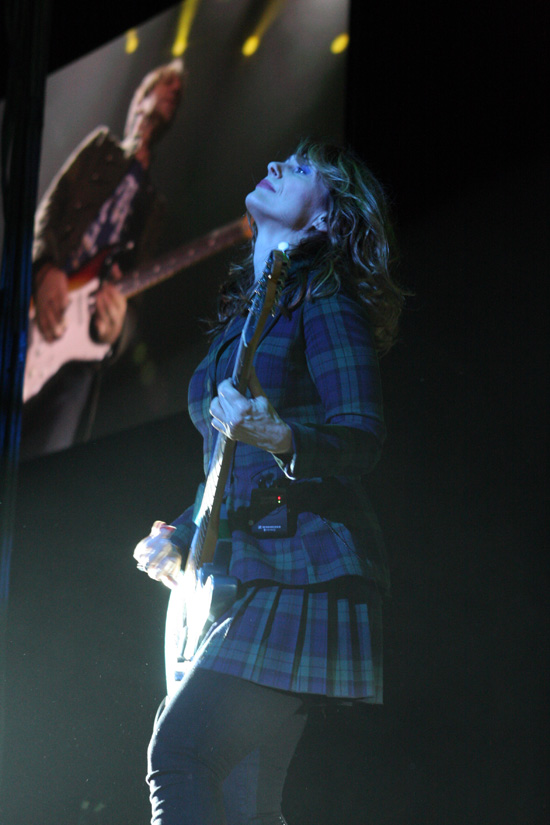
Ненсі Вілсон виступає в Сіднеї в 2011 році

Після завершення міжнародного туру з Def Leppard у 2011 році «Heart» був номінований до Зали слави рок-н-ролу. 11 грудня 2012 року було оголошено, що гурт буде введений до Зали слави рок-н-ролу 2013 року разом з Rush, Альбертом Кінгом, Ренді Ньюманом, Донною Саммер, Public Enemy, Квінсі Джонсом та Лу Адлером. Ненсі та Енн також отримали зірку на Голлівудській Алеї слави у вересні 2012 року.
«Heart» випустив свій 15-й студійний альбом «Fanatic» у жовтні 2012 року; він дебютував на 24-у місці в Billboard 200 і з 10-го місця потрапив до чарту рок-альбомів Billboard.
Одночасно Вілсон почала допомагати гурту в складанні першого бокс-сету гурту, «Strange Euphoria» (взято з назви їх музичної видавничої компанії).  
У 2016 році «Heart» випустили свій 16-й студійний альбом «Beautiful Broken», у якому Ненсі Вілсон виконала пісню «Two» та «One Word». 26 серпня 2016 року на шоу в Оберні, штат Вашингтон чоловік Енн, Дін Веттер напав на синів-підлітків Ненсі. Після інциденту Енн підтвердила, що «Heart» перебуває на «безстроковій» перерві.
Наприкінці 2016 року Вілсон сформувала гурт під назвою «Roadcase Royale» з колишнім учасником гурту «Prince» та R&B співачкою Лів Ворфілд, гітаристом Раяном Вотерсом (музичним керівником сольних робіт Лів і протеже Прінса), клавішником «Heart» Крісом Джойнером, басистом Деном Ротшильдом і барабанщиком. Беном Смітом. У січні 2017 року вони випустили свій перший сингл «Get Loud». У липні 2017 року гурт підписав контракт із «Loud and Proud Records», а 22 вересня 2017 року випустив свій дебютний повноформатний альбом "First Things Firs"t.
У лютому 2019 року учасники «Heart» оголосили, що їх творча перерва закінчилася і гурт влітку 2019 року вирушить у тур «Love Alive».

### 2020-ті роки
У 2021 році Ненсі Вілсон випустила свій перший сольний студійний рок-альбом «You and Me» (укр. — «Ти і я»).

## Особисте життя
Ненсі Вілсон зустрічалася з товаришами по групі Роджером Фішером і Майклом Дерозьє в перші роки діяльності «Heart». 1981 року подруга Вілсона Келлі Кертіс познайомила її із сценаристом Кемероном Кроу; Вілсон вийшла за нього заміж 27 липня 1986 року.  Після численних невдалих спроб лікування безпліддя, для Ненсі та Камерона завагітніла сурогатна матір від донора яйцеклітини. Так сурогатна мати у січні 2000 року народила Ненсі та Камерону синів-близнюків Кертіса Вілсона та Вільяма «Біллі» Джеймса Кроу. Шлюб завершився розлученням у 2010 році, бо пара скардилася на непримиренні розбіжності.
У 2011 році Вілсон почала зустрічатися з Джеффом Байвотером, який знімався у музичних серіалах та шоу для Fox. Вони заручилися в 2012 році і одружилися 28 квітня 2012 року в Мілл-Веллі, Каліфорнія.
Вранці 27 серпня 2016 року чоловік Енн Вілсон, Дін Веттер, був заарештований за фізичний напад на 16-річних синів-близнюків Ненсі Вілсон. Інцидент стався під час виступу гурту «Heart» в амфітеатрі «Вайт-Рівер» в Оберні, штат Вашингтон, напередодні ввечері. Стосунки між сестрами внаслідок цього інциденту погіршали. Веттер визнав себе винним за двома звинуваченнями в нападі четвертого ступеня, що не вважається тяжким злочином. Пізніше Ненсі Вілсон прокоментувала: «Я вічна оптимістка, тому що я з дуже міцної, дружної сім'ї, і я не думаю, що будь-яка тимчасова драма змінить наші міцні стосунки. Ми просто повинні пройти через це спочатку. Це був якийсь кошмар» У лютому 2019 року «Heart» оголосили, що перерва у співпраці закінчилася і що влітку гурт вирушить у тур «Love Alive».

## Дискографія

### Студійні альбоми
| Рік      | Назва                               |
| -------- | ----------------------------------- |
| 2005 рік | Elizabethtown                       |
| 2009 рік | Baby Guitars (Дитячі гітари)        |
| 2016 рік | Undercover Guitar (з Джулі Бергман) |
| 2021 рік | You and Me                          |

### Інші виступи
| Рік      | Назва                                                  | Альбом                  |
| -------- | ------------------------------------------------------ | ----------------------- |
| 1989 рік | «All for Love»                                         | Скажи хоч щось          |
| 1989 рік | «Bring a Torch, Jeanette, Isabella»                    | Christmas Guitars       |
| 1996 рік | «We Meet Again» (тема від Джеррі Магуайра)" та «Сенді» | Джеррі Магуайер         |
| 2000 рік | «Lucky Trumble»                                        | Almost Famous           |
| 2001 рік | «Elevator Beat»                                        | Vanilla Sky             |
| 2005 рік | «Oh Yeah»                                              | Songs for the Ride Home |

### Альбоми
| Рік      | Назва                                                                        |
| -------- | ---------------------------------------------------------------------------- |
| 1999 рік | Live from McCabe's Guitar Shop (укр. — Наживо з гітарного магазину McCabe's) |

### DVD-диски
Nancy Wilson: Instructional Acoustic Guitar (2007, DVD)

## Відзнаки
Нагороди
- 1997: Американське товариство композиторів, авторів і видавців (премія ASCAP — найкращі касові фільми) для Джеррі Магуайра
- 2012: Зірка на Алеї слави (запис) — спільно з сестрою Енн[78]
- 2013: введена до Зали слави рок-н-ролу як учасниця гурту «Heart»[77]

Номінації
- 2000: Премія Товариства кінокритиків Лас-Вегаса (премія Сьєрра — найкращий саундтрек) за фільм «Майже знамениті»[67]
- 2001: Премія Товариства кінокритиків Фенікса (премія PFCS — найкращий оригінальний музичний супровід) за «Майже знамениті»[67]
- 2001: BAFTA (премія Ентоні Асквіта за музику до фільмів) за «Майже знамениті»[68]
- 2002: Академія наукової фантастики, фентезі та фільмів жахів, США (премія Сатурн — найкраща музика) за «Ванільне небо»[67]
- 2006: Нагороди Асоціації кінокритиків (Broadcast Film Critics Awards (Critics Choice Award — найкращий композитор) за «Елізабеттаун»[67]